# Wyeomyia amazonica
Wyeomyia amazonica är en tvåvingeart som beskrevs av Levi-castillo 1954. Wyeomyia amazonica ingår i släktet Wyeomyia och familjen stickmyggor.
Artens utbredningsområde är Ecuador. Inga underarter finns listade i Catalogue of Life.